# Фаетоноподібні
Фаетоноподібні (Phaethontiformes) — ряд навколоводних птахів. Включає одну сучасну родину фаетонових (Phaethontidae) і одну вимерлу родину Prophaethontidae, що відома з раннього кайнозою.

## Таксономія
Традиційно фаетонових (Phaethontidae) відносили до ряду пеліканоподібних (Pelecaniformes). Згідно з класифікацією Сіблі-Алквіста всіх пеліканоподібних віднесли до ряду лелекоподібних (Ciconiiformes). Подальші дослідження показали, що ця група парафілетична і Ciconiiformes розпався на декілька окремих рядів. Phaethontidae разом з викопною родиною Prophaethontidae виокремили в ряд Phaethontiformes. Генетичний аналіз 2014 року показав, що найближчими сучасними родичами фаетонів є кагу і тігана з ряду Eurypygiformes.

## Класифікація
Ряд Фаетоноподібні (Phaethontiformes)
- †Clymenoptilon Mayr et al, 2023
- †Phaethusavis Bourdon, Amaghzaz & Bouya 2008
- †Novacaesareala? Parris & Hope, 2002
- †Zhylgaia Nessov, 1988
- Родина †Prophaethontidae Harrison & Walker 1976
  - Рід †Prophaethon Andrews 1899
  - Рід †Lithoptila Bourdon, Bouya & Iarochène 2005
- Родина Фаетонові (Phaethontidae) Brandt 1840
  - Рід †Proplegadis Harrison & Walker 1971
  - Рід †Heliadornis Olson 1985
  - Рід Фаетон (Phaethon) Linnaeus 1758